# Championnat du Costa Rica de football 1971-1972
Navigation
Saison précédente Saison suivante
La Primera División 1971-1972 est la cinquantième édition de la première division costaricienne.
Lors de ce tournoi, le LD Alajuelense a tenté de conserver son titre de champion du Costa Rica face aux sept meilleurs clubs costariciens.
La saison était divisée en deux phases, lors de la première phase, chacun des huit clubs participant était confronté deux fois aux sept autres équipes, puis les quatre meilleures et les quatre dernières se sont affrontées deux fois de plus.
Seulement deux places étaient qualificatives pour la Coupe des champions de la CONCACAF, places également qualificatives pour la Coupe de la fraternité.

## Les 8 clubs participants
| \| San José: Deportivo México Deportivo Saprissa / LD Alajuelense CS Cartagines CS Herediano Limon FC I San José Puntarenas FC AD Ramonense I San José \| Localisation des clubs engagés dans le championnat. |
| San José: Deportivo México Deportivo Saprissa / LD Alajuelense CS Cartagines CS Herediano Limon FC I San José Puntarenas FC AD Ramonense I San José                                                           |

| Club               | Stade                        | Capacité          | Ville        |
| LD Alajuelense     | Stade Alejandro Morera Soto  | 17 900            | Alajuela     |
| CS Cartagines      | Stade José Rafael Meza       | 13 500            | Cartago      |
| CS Herediano       | Stade Eladio Rosabal Cordero | 8 100             | Heredia      |
| Limon FC           | Stade Juan Gobán             | 3 000             | Puerto Limón |
| Deportivo México   | Stade inconnu                | Capacité inconnue | Guadalupe    |
| Puntarenas FC      | Stade inconnu                | Capacité inconnue | Puntarenas   |
| AD Ramonense       | Stade Carlos Roldan          | 5 000             | San Ramón    |
| Deportivo Saprissa | Stade national du Costa Rica | 25 500            | San José     |

## Compétition
Les quatre meilleures équipes et les quatre dernières après les 14 premiers matchs jouent les 6 matchs suivants contre les équipes de leur moitié de tableau, le dernier du classement est relégué en Segunda División.
Le classement est établi sur l'ancien barème de points (victoire à 2 points, match nul à 1, défaite à 0).
Le départage final se fait selon les critères suivants :
- Le nombre de points.
- La différence de buts générale.
- La différence de buts particulière.
- Le nombre de buts marqué.

### Classement
| Rang | Équipe             | Pts | J  | G  | N  | P  | Bp | Bc | Diff |
| ---- | ------------------ | --- | -- | -- | -- | -- | -- | -- | ---- |
| 1    | Deportivo Saprissa | 35  | 20 | 16 | 3  | 1  | 52 | 6  | +46  |
| 2    | LD Alajuelense (T) | 25  | 20 | 11 | 3  | 6  | 31 | 23 | +8   |
| 3    | AD Ramonense       | 20  | 20 | 7  | 6  | 7  | 29 | 31 | -2   |
| 4    | CS Cartagines      | 19  | 20 | 7  | 5  | 8  | 28 | 34 | -6   |
| 5    | Limon FC (P)       | 20  | 20 | 6  | 8  | 6  | 31 | 38 | -7   |
| 6    | CS Herediano       | 17  | 20 | 6  | 5  | 9  | 37 | 39 | -2   |
| 7    | Deportivo México   | 15  | 20 | 2  | 11 | 7  | 26 | 38 | -12  |
| 8    | Puntarenas FC      | 9   | 20 | 2  | 5  | 13 | 24 | 49 | -25  |

| Légende : Qualifications et relégations | Légende : Qualifications et relégations                                                                                |
| --------------------------------------- | --- |
|                                         | Coupe des champions de la CONCACAF 1973 (1er Tour de qualification) Coupe de la fraternité 1973 (en) (Phase de groupe) |
|                                         | Relégué en Segunda División                                                                                            |
|                                         | (T) : Tenant du titre (P) : Promu de la saison 1970-1971                                                               |

## Bilan du tournoi
| Tableau d'Honneur    |                    |
| Compétition          | Vainqueur          |
| Primera División     | Deportivo Saprissa |
| Copa Juan Santamaría | Deportivo Saprissa |

| Qualifications continentales 1972-1973 |                                   |
| Coupe des champions de la CONCACAF     | Qualifiés                         |
| Premier tour de qualification          | Deportivo Saprissa LD Alajuelense |
| Coupe de la fraternité                 | Qualifiés                         |
| Phase de groupe (en)                   | Deportivo Saprissa LD Alajuelense |

| Promotions et relégations   |                     |
| Relégué en Segunda División | Puntarenas FC       |
| Promu de Segunda División   | Municipal Turrialba |

## Statistiques

### Meilleur buteur
- Odir Jacces (Deportivo Saprissa) 18 buts